# .250-3000 Savage
El .250-3000 Savage (también conocido como el .250 Savage) es un cartucho de rifle creado por Charles Newton en 1915 y diseñado para ser utilizado en el rifle de acción de la palanca Savage modelo 99 El nombre proviene su fabricante original, Savage Arms, y de la velocidad de salida de su carga original, de 3,000 pies/s (910 m/s) velocidad con una bala de 87 granos (5.6 g).

## Antecedentes
Charles Newton diseñó el casquillo del 250-3000 Savage para ser alimentado en el Savage Modelo 99. Newton recomendó cargar balas de 100 granos (6.5 g) para alcanzar los 2800 pies/segundo (850 m/s); pero Savage Arms prefirió reducir el peso a 87 granos para lograr alcanzar una velocidad de 3,000 ft/s (910 m/s), haciéndolo el primer cartucho comercial americano que alcanzara esa velocidad.  Sin embargo, Newton cuestionó las ventajas del marketing a costas de le pérdida de penetración del proyectil.
El cartucho tiene un límite de presión de 45,000 psi puesta por SAAMI. No tiene la energía del .25-06 Remingtonn pero genera menos retroceso, ofreciendo un rendimiento muy cercano al del .257 Roberts.
Actualmente  muy pocas armas se producen en .250 Savage. Es un cartucho excelente con retroceso moderado para cazar animales pequeños y cérvidos de poco tamaño.